# Табнит II
Табнит II (Теннес; финик. Tab-nit, др.-греч. Τέννης; казнён в 347/345 до н. э.) — царь Сидона (ок. 355/352—347/345 до н. э.).

## Биография
Происхождение Табнита II не известно. В трудах античных авторов он упоминается как правитель Сидона, подвластный монархам Ахеменидской державы. Он взошёл на престол в 355 или 352 году до н. э., став преемником царя Абдастарта I, лишившегося власти после неудачного мятежа против Артаксеркса III.
В 351 году до н. э. Табнит II сам возглавил антиперсидское восстание. Его союзниками в войне с Артаксерксом III были египетский фараон Нектанеб II, царь Тира Абдастарт II и правители царств Кипра. На первом этапе восстания его участникам при помощи греческих наёмников под командованием Ментора удалось разбить персидскую армию, возглавлявшуюся сатрапами Мазеем и Белесием.
Однако при приближении к границам Финикии войска во главе с царём Артаксерксом III, среди союзников начались разногласия. Табнит II вступил в переговоры с персидским монархом и в обмен на сохранение своих владений пообещал вновь покориться верховной власти Ахеменидов. Он обманом привёл в персидский лагерь 500 знатнейших граждан Сидона, которые тут же были казнены. Узнав о предательстве своего царя, сидоняне, не пожелав сдаться персам, подожгли город. В пожаре погибло около сорока тысяч горожан, ещё больше были пленены и переселены в другие области Ахеменидской державы.
Табниту II не удалось восстановить свою власть над Сидоном: вскоре он был убит по приказу Артаксеркса III. По разным данным, это произошло в 347 или 345 году до н. э. После казни Табнита II власть над Сидоном была передана сатрапу Эвагору, который управлял городом четыре года. Только в 342 году до н. э. Абдастарту II, сыну Табнита II, удалось с согласия Артакеркса III получить владения своего отца.
Некоторое время Табниту II приписывали саркофаг, обнаруженный в 1887 году Османом Хамди-беем в царском некрополе Сидона. Однако в настоящее время этот артефакт считают принадлежавшим царю Табниту I.